# Збірна Лівії з футболу
Збірна Лівії з футболу представляє Лівію на міжнародних футбольних турнірах та у товариських матчах. Керівна організація - Лівійська федерація футболу. Лівія жодного разу не проходила кваліфікації на чемпіонат світу. На Кубок африканських націй Лівія відбиралася тричі в 1982, 2006, 2012. У 1982 здобула найвище досягнення — 2 місце. 
18 лютого 2004 року збірна України з футболу провела виїзний товариський матч зі збірною Лівії. Цей поєдинок став першим для української національної команди в Африці.

## Кубок світу
- 1930—1962 — не брала участі
- 1966 — відмовилась від участі
- 1970 — не пройшла кваліфікацію
- 1974 — не брала участі
- 1978 — не пройшла кваліфікацію
- 1982 — вийшла із змагань під час кваліфікації
- 1986 — не пройшла кваліфікацію
- 1990 — вийшла із змагань під час кваліфікації
- 1994 — дискваліфікована згідно з накладеними ООН санкціями
- 1998 — не брала участі
- 2002—2022 — не пройшла кваліфікацію

## Кубок Африки
| - 1957—1965 — не брала участі - 1968 — не пройшла кваліфікацію - 1970 — не брала участі - 1972 — не пройшла кваліфікацію - 1974 — відмовилась від участі - 1976—1980 — не пройшла кваліфікацію - 1982 — друге місце - 1984—1986 — не пройшла кваліфікацію | - 1988—1990 — відмовилась від участі - 1992—1998 — не брала участі - 2000—2004 — не пройшла кваліфікацію - 2006 — груповий турнір - 2008—2010 — не пройшла кваліфікацію - 2012 — груповий турнір - 2013—2025 — не пройшла кваліфікацію |